# Vilho Niitemaa
Teodor Vilhelm (Vilho) Niitemaa, till 1942 Nyman,  född 16 mars 1917 i Helsingfors, död 15 juni 1991 i Åbo, var en finländsk historiker.
Niitemaa blev filosofie doktor 1950. Han var 1945–1955 forskare vid krigshistoriska byrån och 1955–1977 professor i allmän historia vid Åbo universitet. Han behandlade i sitt omfattande vetenskapliga skriftställarskap främst baltisk medeltid samt relationerna mellan Norden och Tyskland under medeltiden. Av hans arbeten kan nämnas Der Binnenhandel in der Politik der livländischen Städte im Mittelalter (1952), Das Strandrecht in Nordeuropa im Mittelalter (1955), Baltian historia (1959, ny upplaga 1991) och Der Kaiser und die Nordische Union bis zu den Burgunderkriegen (1960).